# Poursuite individuelle féminine aux Jeux olympiques d'été de 2000
Navigation
Atlanta 1996 Athènes 2004
La poursuite individuelle féminine est l'une des douze compétitions de cyclisme sur piste aux Jeux olympiques de 2000. Elle consiste en une série de duels. Les deux cyclistes partent des côtés opposés de la piste et parcourent 12 tours (3 kilomètres) pour essayer de rejoindre l'adversaire. Si aucune cycliste n'est rejoint, les coureuses sont départagées au temps.

## Résultats

### Qualifications (17 septembre)
Les 12 participantes se mesurent dans des manches. La qualification pour le tour suivant n'est pas automatique pour les vainqueurs de ces duels. Ce sont les cyclistes avec les quatre meilleurs temps qui se qualifient pour les demi-finales.
| Rang | Cycliste             | Pays               | Temps          | Notes  |
| ---- | -------------------- | ------------------ | -------------- | ------ |
| 1    | Leontien van Moorsel | Pays-Bas           | 3 min 31 s 570 | Q (RO) |
| 2    | Marion Clignet       | France             | 3 min 34 s 636 | Q      |
| 3    | Yvonne McGregor      | Grande-Bretagne    | 3 min 35 s 492 | Q      |
| 4    | Sarah Ulmer          | Nouvelle-Zélande   | 3 min 36 s 764 | Q      |
| 5    | Antonella Bellutti   | Italie             | 3 min 36 s 967 |        |
| 6    | Judith Arndt         | Allemagne          | 3 min 37 s 609 |        |
| 7    | Alayna Burns         | Australie          | 3 min 38 s 223 |        |
| 8    | Erin Mirabella       | États-Unis         | 3 min 38 s 431 |        |
| 9    | Natalia Karimova     | Russie             | 3 min 41 s 627 |        |
| 10   | Lada Kozlíková       | République tchèque | 3 min 43 s 019 |        |
| 11   | Rasa Mazeikyte       | Lituanie           | 3 min 43 s 980 |        |
| 12   | María Luisa Calle    | Colombie           | 3 min 44 s 395 |        |

### 1/2 finales (17 septembre)
Dans les demi-finales, les coureuses s'affrontent sur une manche. Les vainqueurs se qualifient pour la finale et les perdantes pour la petite finale.
| Série | Rang | Cycliste             | Pays             | Temps                    |
| ----- | ---- | -------------------- | ---------------- | ------------------------ |
| 1     | 1    | Marion Clignet       | France           | 3 min 36 s 244 Q         |
| 1     | 2    | Yvonne McGregor      | Grande-Bretagne  | 3 min 38 s 409           |
| 2     | 1    | Leontien van Moorsel | Pays-Bas         | 3 min 30 s 816 Q (RM/RO) |
| 2     | 2    | Sarah Ulmer          | Nouvelle-Zélande | rejointe                 |

### Match pour la troisième place (18 septembre)
Les coureuses éliminées au tour précédent se rencontrent pour la médaille de bronze.
| Rang | Cycliste        | Pays             | Temps          |
| ---- | --------------- | ---------------- | -------------- |
| 3    | Yvonne McGregor | Grande-Bretagne  | 3 min 38 s 850 |
| 4    | Sarah Ulmer     | Nouvelle-Zélande | 3 min 38 s 930 |

### Finale (18 septembre)
Les coureuses qualifiées au tour précédent se rencontrent pour le titre olympique.
| Rang | Cycliste             | Pays     | Temps          |
| ---- | -------------------- | -------- | -------------- |
| 1    | Leontien van Moorsel | Pays-Bas | 3 min 33 s 960 |
| 2    | Marion Clignet       | France   | 3 min 38 s 751 |

## Sources
- Résultats